# Nikolai Michailowitsch Maximow

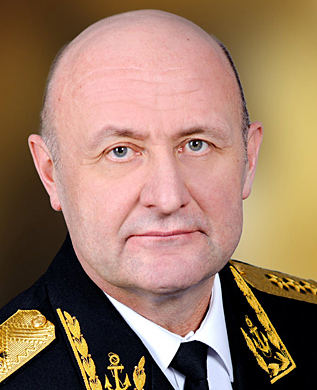
Admiral Maximow, 2010

Nikolai Michailowitsch Maximow (russisch Николай Михайлович Максимов; * 15. Mai 1956 in Bolhrad) ist ein russischer Admiral a. D. Von 2007 bis 2011 war er Kommandeur der russischen Nordflotte.

## Leben
Maximow absolvierte 1973 die Leningrader Nachimow-Seekriegsschule und 1978 die Offiziershochschule für U-Bootfahrer Leningrader Komsomol. Nach dem Besuch von Offizierslehrgängen der Sowjetischen Marine im Jahr 1986 schloss er 1995 die Seekriegsakademie N. G. Kusnezow mit „Auszeichnung“ und 2000 die Militärakademie des Generalstabes der Russischen Streitkräfte mit Goldmedaille ab.
Maximow diente in der Nordflotte als Kommandeur des Raketengefechtsabschnittes (GA-2) auf einem Diesel-U-Boot, als Erster Offizier und als Kommandeur eines U-Kreuzers. Anschließend war er stellvertretender Kommandeur der 31. U-Bootdivision, Kommandeur dieser Division, stellvertretender Kommandeur des Atlantischen U-Bootgeschwaders (2000–2001), Stabschef der 3. U-Bootflottille (2001–2002), Kommandeur des 12. Atom-U-Bootgeschwaders (2002–2005) und stellvertretender Kommandeur der Nordflotte (2005–2007). 
Nach der Ernennung des Kommandeurs der Nordflotte Admiral Wyssozki zum Oberbefehlshaber der russischen Marine, übernahm Maximow am 12. September 2007 dessen Pflichten. Am 19. November 2007 wurde er in dieser Position offiziell als Kommandeur der Nordflotte bestätigt.
Am 30. März 2011 wurde er von seinem Posten entbunden und nun als Stabschef sowie erster Stellvertreter des Kommandeurs der Streitkräfte des westlichen Militärbezirks eingesetzt.
Am 29. Oktober 2012 wurde er in den Ruhestand entlassen. Vom 8. November 2012 bis 17. Mai 2016 war Maximow Chef der Seekriegsakademie. Im Dezember 2013 wurde er zum Vorsitzenden der Internationalen Vereinigung gesellschaftlicher Organisationen der Seekriegsflottenveteranen sowie U-Bootfahrer gewählt. Ab Mai 2016 wurde er als Chef des wissenschaftlichen Forschungsinstituts für Schiffbau und Bewaffnung der Seekriegsflotte eingesetzt.
Maximow ist verheiratet und Vater zweier Söhne.

## Auszeichnungen
- Verdienstorden für das Vaterland 4. Klasse
- Marineverdienstorden
- Orden „Für den Dienst am Vaterland in den Streitkräften der UdSSR“ 3. Klasse
- weitere Medaillen